# Île Rouge
Cet article concerne l'île fluviale française. Pour l'île de Madagascar, voir Madagascar.
L'île Rouge est une île fluviale française de la Marne située sur le territoire communal de Saint-Maurice (Val-de-Marne).

## Géographie
Il s'agit de la quatrième île de la Marne en remontant celle-ci depuis sa confluence avec la Seine. Elle présente une superficie de 14 075 km2 et se situe entièrement sur le territoire de la commune de Saint-Maurice.

## Historique
Depuis la construction de l'autoroute A4 dans les années 1970, cette île est rattachée à la berge sur la rive droite de la Marne.